# Маялен Чоурраут
Маялен Чоурраут Юрраменді (ісп. Maialen Chourraut Yurramendi, 8 березня 1983) — іспанська веслувальниця, олімпійська чемпіонка та медалістка.

## Виступи на Олімпіадах
| Олімпіада           | Дисципліна                | Місце   |
| ------------------- | ------------------------- | ------- |
| Пекін 2008          | байдарка-одиночка, слалом | 16 r1/3 |
| Лондон 2012         | байдарка-одиночка, слалом | 3       |
| Ріо-де-Жанейро 2016 | байдарка-одиночка, слалом | 1       |
| Токіо 2020          | байдарка-одиночка, слалом | 2       |
| Париж 2024          | байдарки-одиночка, слалом | 12      |
| Париж 2024          | байдарки-крос             | 12      |

## Зовнішні посилання
- Досьє на sport.references.com [Архівовано 2 липня 2019 у Wayback Machine.]